# Kim So-hee (cantante nacida en 1999)
Kim So-hee (hangul: 김소희; Incheon, 31 de diciembre de 1999) es una cantante surcoreana. Es conocida por ser concursante de K-pop Star 6: The Last Chance. El 21 de mayo de 2017 debutó como solista, y el 1 de junio de 2017 debutó oficialmente como miembro del grupo femenino surcoreano Alice.

## Carrera

### 2016: Predebut yK-pop Star 6
Kim participó en K-pop Star 6: The Last Chance en 2016 como aprendiz promovido por JYP Entertainment. Como parte de KWINs, que también consistió en Kriesha Tiu y Kim Hye-rim, emergió como la primera finalista.

### 2017-presente: debut en solitario, debut con Alice
El 19 de mayo de 2017, Kim hizo su debut en solitario con el sencillo "Spotlight". Kim hizo su debut con Elris el 1 de junio, en el que lanzaron su miniálbum, We, first. El 6 de diciembre, colaboró con Topp Dogg y Kim Sang-gyun (A-Tom) de JBJ en el dueto "Childlike", que fue producido por Minhyuk de BtoB.
Debutó oficialmente como solista el 21 de mayo de 2017 y el 1 de junio de 2017, luego debutó oficialmente como miembro de ALICE .

## Filmografía

### Programas de variedades
- 2021: King of Mask Singer - concursó como "Daisy of May" (ep. #305).